# 森喜作
森 喜作（もり きさく、1908年（明治41年）10月4日 - 1977年（昭和52年）10月23日）は、群馬県桐生市出身の農学者（農学博士）。森式純粋培養菌種駒製造法の発明者で、現在の原木シイタケ栽培技術を確立した。森産業株式会社創業者。歴史学者の羽仁五郎は叔父。

## 生涯
1908年（明治41年）、群馬県桐生市の素封家・森家の次男として生まれる。桐生中学校、宇都宮高等農林学校を経て1935年（昭和10年）京都帝国大学農学部を卒業。
大学在学中に大分県を訪れた際、シイタケの発茸を祈る農夫の姿を見てシイタケ栽培の研究を決意（後述）、大学卒業の翌年に森食用菌蕈研究所を設立して研究を開始した。1942年（昭和17年）森式純粋培養菌種駒製造法を開発し、翌1943年（昭和18年）に特許を取得した。同年株式会社森農場を設立し、1946年（昭和21年）には森産業株式会社に改称した。
この発明により1948年（昭和23年）有栖川宮賞、1951年（昭和26年）発明協会発明賞、1953年（昭和28年）藍綬褒章を授与された。
その後もマッシュルーム栽培の菌床に不可欠な馬糞を人工的に代替する研究に成功し、1960年（昭和35年）には紫綬褒章を授与された。
研究者・実業家として自身の開発した技術の普及に努め生産量の向上に寄与するとともに、日本椎茸農業協同組合連合会会長にも選任されて干し椎茸の輸出の推進に取り組み、シイタケに関する栄養学的研究と知見の啓蒙にも功績を残した。
また群馬銀行、上毛新聞社取締役や群馬県公安委員長も務めた。
1977年（昭和52年）に研究調査に赴いた香港で客死。戒名は大威徳院殿高勲喜道作宝大居士、墓所は桐生市東久方町の天台宗大蔵院。没後に桐生市名誉市民として顕彰されている。

## 純粋培養菌種駒法
森が大学在学中に、大分で農夫がほだ木に向かい「なばよ出てくれ」と祈る姿を見てシイタケ栽培法の研究を決意したという逸話は、小学校6年生の国語の教科書でも取上げられる逸話となった。
森が目にした栽培法は、切り出した原木に鉈目をつけ、天然の胞子が偶然付くのを待つという、近世以前から行われていた方法で、きわめて投機性が高いものであった。近代以降は人工的に菌を接種する方法も試みられてきたが、成功率は高くなく、鉈目式から転換は進んでいなかった。
昭和初期に別の原木から木片を切り出して移植する「埋ぼた法」が成功率の高い方法として広まりを見せていたが、林業試験場の北島君三により純粋培養菌の接種の方が発生量が多く培養期間も短いことが確認され、北島は純粋培養鋸屑種菌法の普及を試みた。他方、森は1935年（昭和10年）にシイタケ菌の4極性を確認・発表した大原農業研究所の西門義一の指導を仰ぎシイタケ栽培の研究を開始した。1942年（昭和17年）に森が開発した方法は、楔形の木片に菌を純粋培養し種駒とし、これを木に打ち込むというもので、鋸屑による接種よりも簡便であった。翌年森は特許を取得し、種駒法を現地試験した大分県では鉈目式や鋸屑法よりも良好な成績を出し、大分椎茸組合が種駒法の採用を推奨したことにより生産量を大きく向上させた。

## 年譜
- 1908年（明治41年）10月4日 - 群馬県山田郡桐生町（現・桐生市）に生まれる[10][4]。
- 1921年（大正10年） - 桐生北尋常小学校卒業[4]。
- 1927年3月 - 旧制・群馬県立桐生中学校卒業[11]。
- 1930年（昭和5年）
  - 3月 - 旧制・宇都宮高等農林学校卒業[11]。
  - 4月 - 京都帝国大学農学部農林経済学科に入学するが、病気のため1932年まで休学[11]。
- 1933年（昭和8年）ごろ - 大学在学中、大分県の山村でシイタケの発茸を原木に祈る農夫の姿を見て、シイタケの人工栽培を志す。
- 1935年（昭和10年）3月 - 京都帝国大学農学部卒業[11][3]。
- 1936年（昭和11年）9月 - 森食用菌蕈研究所設立[11][3][4]。
- 1943年（昭和18年）
  - 4月 - 株式会社森農場を設立し社長となる[11][4]。
  - 5月 - 純粋培養菌種駒製造法の特許取得[3][4]。
  - 8月 - 群馬県椎茸組合を設立し組合長となる[11][4]。
- 1946年（昭和21年）8月 - 森産業株式会社に社名を変更し社長就任[12][11][4]。
- 1948年（昭和23年）
  - 1月 - 有栖川宮賞受賞[12][13]。
  - 7月 - 群馬県椎茸農業協同組合長[11][4]。
  - 10月 - 日本椎茸農業協同組合連合会副会長[11][4]。
- 1951年（昭和26年）10月 - 発明協会発明賞受賞[12][13]。
- 1953年（昭和28年）
  - 4月 - 日本椎茸農業協同組合連合会会長[14][4]。
  - 5月 - シイタケ栽培の功績により藍綬褒章受章[15][13]。
- 1960年（昭和35年）12月 - マッシュルーム栽培の功績により紫綬褒章受章[16][17]。
- 1962年（昭和37年）
  - 2月 - 社団法人発明協会総合発明研究所建設費用寄付により紺綬褒章受章[17][4]。
  - 3月 - 論文「シイタケ生産の基礎的研究」で京都大学から農学博士の学位を授与[17][18]。
  - 5月 - 日本赤十字社群馬支部事業資金寄付により紺綬褒章飾版授与[17][4]。
  - 10月 - 群馬県公安委員（1963年・1966年・1969年・1972年再任）[14][4]。
  - 12月 - 桐生市産業文化会館建設資金寄付により紺綬褒章木杯授与[17][4]。
- 1965年（昭和40年）5月 - アムステルダムで開催された「菌類の科学に関する国際会議」に出席[19][4]。
- 1967年（昭和42年）8月 - ウィーンで開催されたFAO/WHO国際食品規格会議に日本政府代表として出席[19][4]。
- 1968年（昭和43年）5月 - ハンブルクで開催された第7回マッシュルーム科学国際会議に出席[19][4]。
- 1969年（昭和44年） - 桐生市平井山に30億円をかけてきのこ会館を建設[3]。
- 1971年（昭和46年）9月 - 第1回国際菌学会出席[20][4]。
- 1972年（昭和47年）4月 - 桐生市平井町にシイタケ業界関係者有志により等身大寿像建立[21]。台石の「われ農夫の祈りに開眼す」は今東光の筆。
- 1973年（昭和48年）
  - 5月 - 学生時代に人工栽培を志した大分県日田郡大山町（現：日田市）に同地生産者有志により銅像「青春の像」が建てられる[22]。
  - 7月 - 群馬県公安委員長[13][3][4]。
  - 10月 - 財団法人日本きのこ研究所を設立し理事長就任[4]。
  - 11月 - 群馬銀行取締役[13][4]。
- 1974年（昭和49年） - 帝国ホテルときのこ会館を会場に第9回国際食用きのこ会議を主催[23]。
- 1977年（昭和52年）
  - 10月23日 - 香港で客死[10][4]。69歳。桐生市名誉市民に推挙（初の公選市長・前原一治に次ぐ2人目）[24]。
  - 11月8日 - 従四位勲二等瑞宝章を追贈[25][4]。

## 顕彰
森喜作賞
- しいたけ等きのこ類の調査・研究及び普及等に顕著な功績のあった者並びにしいたけ等きのこ類の栽培の優良経営者に対して贈られる賞[26]。

## 主な著作・論文

### 著作
- 『しいたけ健康法』光文社、1974年
- 森喜作、森登喜子『家庭きのこ　作り方・食べ方』家の光協会、1974年。ISBN 978-4-259-53352-6。
- 『シイタケのつくり方』農山漁村文化協会、1982年。ISBN 978-4-540-74015-2。

### 論文
- 「礫耕キュウリにおける疫病の発生」日植病報 (1963)
- 「礫耕キュウリ疫病に関する研究 第1報 病原菌の培養液中における遊走子のうの形成」日植病報 (1965)
- 「れき耕栽培のウリ類疫病の生育中薬剤防除」日植病報 (1967)
- 「れき耕キュウリの疫病防除に関する研究」静岡農試研報 (1968)

## 家族
- 曾祖父・森宗五郎 - 弘化2年（1845年）5月19日生[27]。桐生に生まれ家業の織屋を継ぐが、綿糸問屋の経営を始めて支社を東京に設け、東京にいることが多かった[27][3]。荒木寛畝と親しく、自身と父母の肖像画を描かせている[27]。群馬県会議員[27][3]。1898年（明治31年）7月29日没[27]。
  - 祖父・森宗作 (2代) - 初名・善之助、隠居後は宗久を称した[28][3]。文久3年（1863年）3月13日生[28]。下野国足利郡足利町に篠崎由兵衛の次男として生まれ、桐生の森宗五郎の入婿となり跡を継いだ[28][3]。渡良瀬川水力電気株式会社を創立[3]、第四十銀行頭取[29]。桐生町会議員を務め勲六等瑞宝章叙勲、藍綬褒章受章[28]。1932年（昭和7年）5月12日東京・順天堂病院で没[28]。
    - 父・森宗作 (3代) - 初名・晋一郎。1884年（明治17年）8月3日の生まれで群馬銀行監査役、桐生商工会議所会頭などを務めた[30]。県立桐生工業学校設立のための寄付により紺綬褒章受章[31]。1955年（昭和30年）5月20日没[30]。
      - 兄・森正雄 - 1906年（明治39年）12月16日の生まれ[32]。桐生商工会議所副会頭[33]、桐生市議会議員[32]。

    - 叔父・森順治郎 - 経済学者、九州帝国大学教授[27]。
    - 叔父・森平三郎 - 繊維物理学者、山形大学学長。
    - 叔父・篠崎芳郎 - 医学博士[27]。
    - 叔父・羽仁五郎 - 歴史学者。